# Kaligrafie

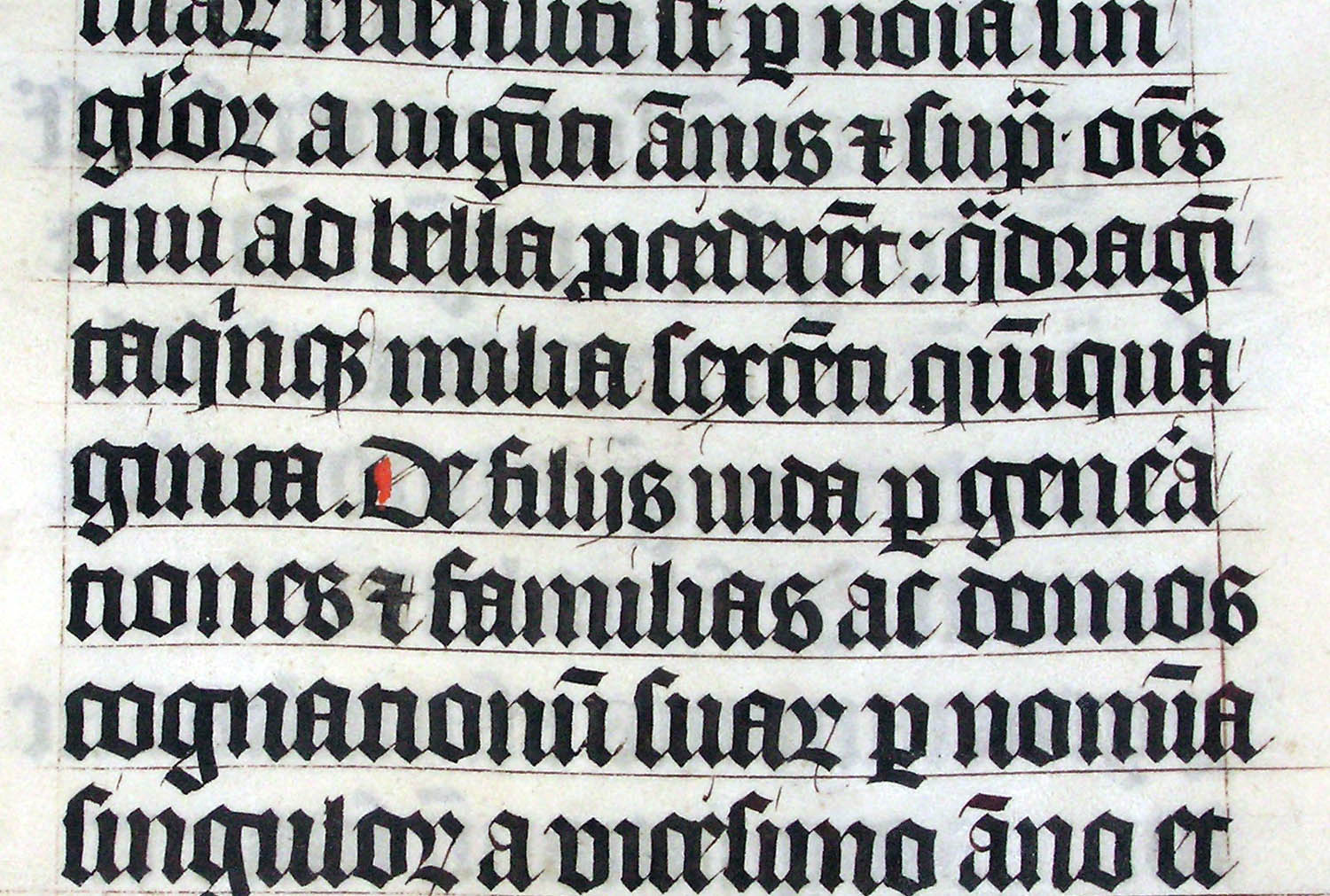
Kaligrafie v latinské ručně-psané Bibli (rok 1407, pocházející z Belgie.

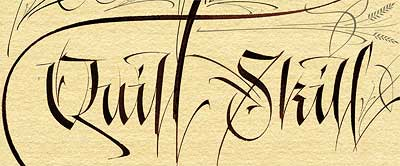
Tradiční západní kaligrafie s gotickým nádechem. Rok 2004

Kaligrafie (pochází z řeckého καλλος kallos „krása“ + γραφος grafos „psaní“) je umění krasopisu. Zahrnuje jak funkční nápisy a ručně psané dopisy, tak i výtvarné umění, kde vytvoření ručně psaného znaku může mít přednost před čitelností textu. Krasopis českého psacího písma pochází z 19. století, kdy bylo psací písmo upraveno pro češtinu z anglické latinky a bylo ve školách vyučováno až do reformy v roce 1932.

## Charakteristika
Kaligrafie se liší od typografie. Jednotlivé znaky jsou proměnlivé a spontánní, obsahují jedinečnou improvizaci okamžiku psaní. Psané písmo bylo až do nástupu knihtisku jediným způsobem vytváření písemných informací. Ve chvíli, kdy se tištěné písmo rozšířilo a v knižní produkci nahradilo psaní, kaligrafie se přesunula do oblasti kancelářské, listinné a umělecké. Tento okamžik lze považovat za počátek latinkové kaligrafie jako umělecké oblasti.
Moderní kaligrafie pokračuje v zobrazování sama sebe jako spojení pozvánek, map a dalších prací využívajících psaní. Většina dnešní kaligrafie se již vzdaluje od původního umění jedinečnosti psaní. Namísto toho je spíše jednoduchým krasopisem, který přitahuje pozornost svým dnes zvláštním stylem. Významní kaligrafové současnosti: Anne Robin z New Yorku a Katie Hughes z San Francisca.
Mnohem významnější je však japonská (šodó, japonsky 書道), čínská (šu-fa, čínsky 书法) a korejská (saoje, hangul 서예, hanča 書藝) kaligrafie, která ve spojení se znaky kandži (漢字, かんじ) poskytuje zcela jiný vjem divákovi (který znakům rozumí). Jde o běžné a rozšířené umění, kaligrafie jsou tradičně zavěšovány na zeď do výklenku tokonoma jako výzdoba. Často i tematicky k ročnímu období (v horkém létě „chladné“ a naopak).